# Inner Sanctum
Pour plus de détails, voir Fiche technique et Distribution.
Inner Sanctum  est un film américain réalisé par Lew Landers, sorti en 1948
Le film est basé sur la collection de livres de la maison d'édition américaine Simon & Schuster ainsi que l'émission de radio Les mystères d'Inner Sanctum . Une série de films précédent le show avait été produit par Universal Pictures jusqu'en 1945. C'est le premier et l'unique film des productions MRS, correspondant aux initiales de Richard B. Morros, Samuel Rheiner et Walter Shenson.

## Synopsis
Inner Sanctum  est un film sur un meurtrier en cavale et se cachant dans une petite ville. À son insu, il ne se cache pas seulement dans la même maison que l'unique témoin de son crime, il partage la même chambre.

## Fiche technique
- Titre original : Inner Sanctum
- Réalisation : Lew Landers
- Scénario : Jerome T. Gollard
- Photographie : Allen G. Siegler
- Montage : Fred R. Feitshans Jr.
- Musique : Leo Klatzkin
- Direction artistique : William Ferrari
- Maquillage : Paul Stanhope
- Producteur : Samuel Rheiner
- Producteurs exécutifs : Richard B. Morros
- Société(s) de production : M. R. S. Pictures Inc.
- Société(s) de distribution : Film Classics
- Pays d’origine :   États-Unis
- Langue originale : anglais
- Format : noir et blanc – 35 mm – 1,37:1 – mono (Western Electric Recording)
- Genre : thriller, film noir
- Durée : 62 minutes
- Dates de sortie : 
  -  États-Unis : 15 octobre 1948

## Distribution
- Charles Russell : Harold Dunlap
- Mary Beth Hughes : Jean Maxwell
- Dale Belding : Mike Bennett
- Billy House : McFee
- Fritz Leiber : Dr Valonius, le Clairvoyant
- Nana Bryant : Thelma Mitchell
- Lee Patrick : Ruth Bennett
- Roscoe Ates : Willy
- Eddie Parcs : Barney
- Eve Miller : Marie Kembar, la fiancée de Dunlap